# جي. إل. كروكت
جي. إل. كروكت (بالإنجليزية: G. L. Crockett)‏ هو مغني أمريكي، ولد في 18 سبتمبر 1929 في كارولتون في الولايات المتحدة، وتوفي في 15 فبراير 1967 في شيكاغو في الولايات المتحدة.

## وصلات خارجية
- جي. إل. كروكت على موقع ميوزك برينز (الإنجليزية)
- جي. إل. كروكت على موقع ديسكوغز (الإنجليزية)